# Francisco Largo Caballero
Pour les articles homonymes, voir Caballero.
Francisco Largo Caballero, né à Madrid le 15 octobre 1869 et mort à Paris 16e le 23 mars 1946, est un syndicaliste et homme d'État espagnol, membre du Parti socialiste ouvrier espagnol (PSOE) et de l'Union générale des travailleurs (UGT) dont il est l'un des dirigeants historiques. D'extrême gauche après 1933, il est surnommé « le Lénine espagnol »[source insuffisante]. Il fut chef du Gouvernement de septembre 1936 à mai 1937, à un moment crucial de la guerre d'Espagne.

## Biographie

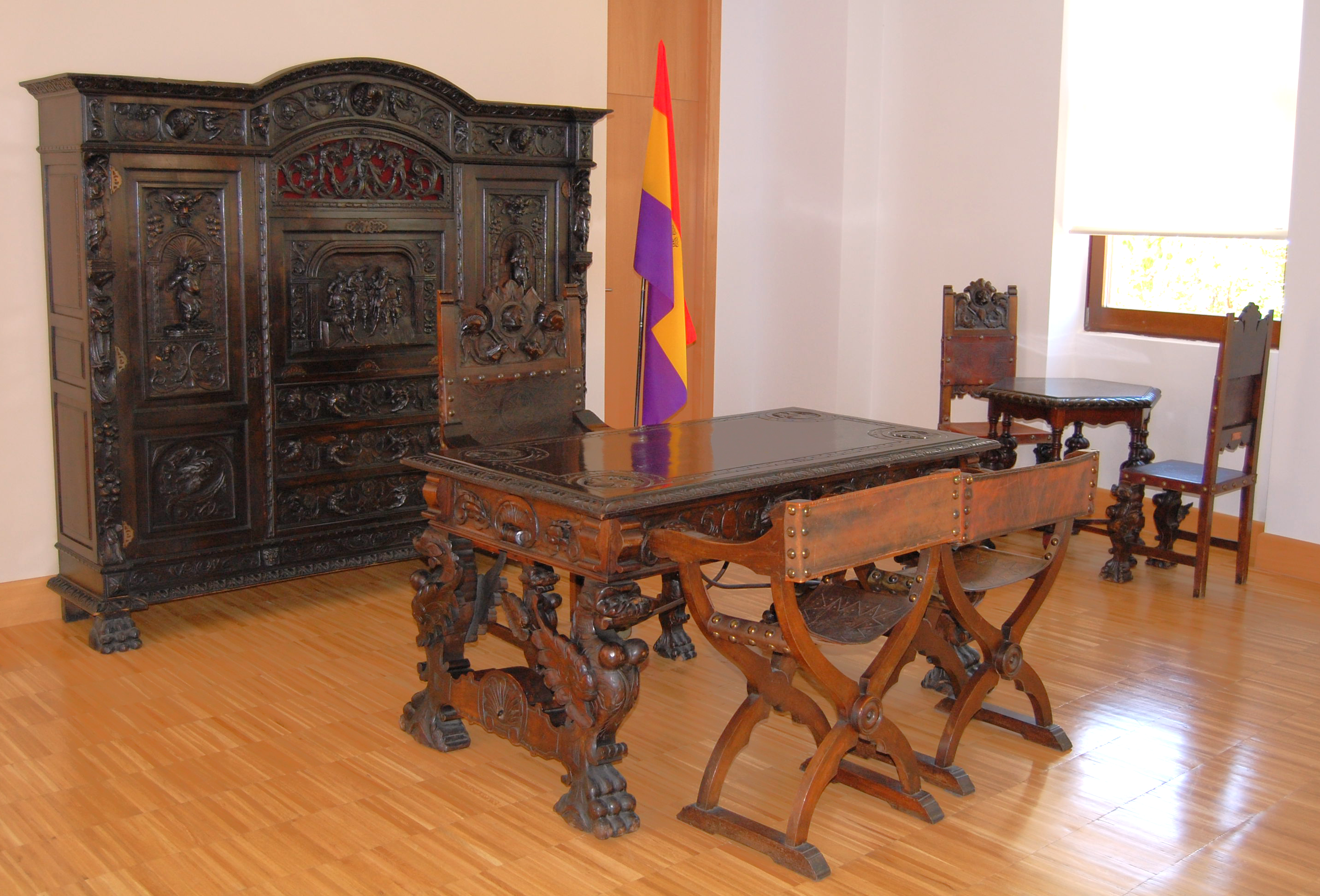
Bureau de Francisco Largo Caballero, conservé dans les Archives du Mouvement Ouvrier à Alcalá de Henares.

### Militant et ministre
Stucateur de profession, Largo Caballero participe à la première grève des ouvriers de la construction en 1890, avant d'adhérer au PSOE en 1894.
Membre du comité d'organisation de la grève générale révolutionnaire de 1917, un échec, il est condamné à la prison à perpétuité et enfermé à Carthagène. Il ne reste pas longtemps emprisonné : élu député l'année suivante, il est libéré.
En 1925, à la mort de Pablo Iglesias, fondateur du parti, il lui succéda à la tête du PSOE et du syndicat qui lui est associé, l'UGT. Il est successivement vice-président (1908-1918) et secrétaire général (1918-1938) de la centrale syndicale socialiste.
Plutôt modéré au début de son engagement en politique, il souhaite maintenir la collaboration de l'UGT avec le gouvernement dictatorial du général Primo de Rivera, permettant au syndicat de gauche de continuer à fonctionner pendant la durée du Directoire militaire. Une polémique a lieu à ce sujet entre lui-même et Indalecio Prieto, qui ne voulait à aucun prix collaborer avec un régime dictatorial.
En 1931, il est ministre du Travail dans le premier gouvernement de la Seconde République, lequel est présidé par Alcalà-Zamora. Il conserve son portefeuille jusqu'en 1933, dans les deux gouvernements présidés par Azaña. Largo Caballero fait adopter des lois sur le salaire minimum, la journée de huit heures, les assurances accident et maladie. Il bénéficia au cours de cette période d'une popularité immense dans les masses ouvrières.
En 1933, avec le triomphe de la droite conservatrice (la CEDA) aux élections, il voit dans la politique menée par cette coalition démocratiquement élue une régression sociale. Sa pensée et ses actes prennent un tour radical : il parle de « révolution socialiste » et soutient des prises de positions qui aboutissent en octobre 1934 à l'insurrection contre le gouvernement coalisant la droite (CEDA) et des socialistes. L'insurrection qui vise à reproduire en Espagne la révolution bolchevique de 1917 en Russie, se montre particulièrement violente dans les Asturies et en Catalogne. La répression de la Seconde république, menée par le général Franco exécutant les consignes du gouvernement, est terrible. À nouveau, Largo Caballero est condamné à trente années de prison, et rapidement remis en liberté.
Partisan d'une alliance révolutionnaire d'extrême gauche, contre la Seconde république, entre les différents syndicats et partis ouvriers, il défend l'idée d'un pacte entre le Parti communiste et le syndicat anarchiste CNT. Il  s'oppose à ce sujet aux dirigeants socialistes et notamment à Indalecio Prieto. Cet affrontement entre révolutionnaires « caballéristes » et modérés « priétistes » se radicalise, au point que beaucoup surnommèrent Largo Caballero le « Lénine espagnol. »[réf. nécessaire][Par qui ?]
Au sujet du soulèvement des Asturies en 1934, l'historien Bartolomé Bennassar évoque « l'aveuglement de Largo Caballero, coupable d'infantilisme révolutionnaire », alors que son rival au PSOE, Indalecio Prieto, fera publiquement son autocritique en 1942. Avant les élections de 1933, Largo Caballero avait proféré des menaces en cas de victoire de la droite : « nous devrons, forcément, en venir à la guerre civile ouverte ».

### Chef du gouvernement
Après la chute du premier gouvernement Giral, le 4 septembre 1936, au début de la guerre civile, il est désigné comme président du Conseil des ministres et ministre de la Guerre. Sa grande préoccupation est de maintenir la discipline au sein de l'armée et l'autorité du gouvernement dans la zone républicaine. 

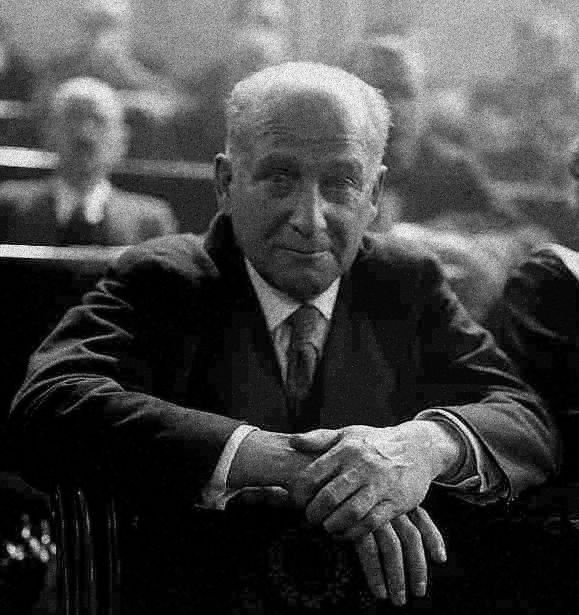
Francisco Largo Caballero en 1936.

Largo Caballero restaure l'autorité et la souveraineté de l'État[réf. nécessaire]. En janvier 1937, il refuse de démettre de ses fonctions le sous-secrétaire du ministère de la Guerre, José Asensio Torrado (en), comme l'exigeait le représentant plénipotentiaire de l'Union soviétique à Madrid (ru), Marcel Rosenberg (en), et lui ordonne de partir en ces termes : « Sortez immédiatement ! Vous apprendrez, M. l'ambassadeur, que les Espagnols sont peut-être pauvres et ont besoin de l'aide étrangère, mais que nous avons assez de fierté pour ne pas accepter qu'un ambassadeur étranger essaie d'imposer ses volontés au chef du gouvernement espagnol ». Après la chute de Malaga, il limoge Asensio (que les communistes surnomment « le général des défaites ») et le remplace par l'un de ses proches en la personne de Carlos de Baraibar (es). 
Le Parti communiste se sert du mécontentement provoqué par le cours défavorable de la guerre civile et par l'insurrection du POUM et celle de la CNT à Barcelone en mai 1937 pour l'accuser de molesse et de trotskisme.  Contraint à la démission, il est remplacé par Juan Negrín, que l'Union soviétique voit d'un meilleur œil.

### Exilé

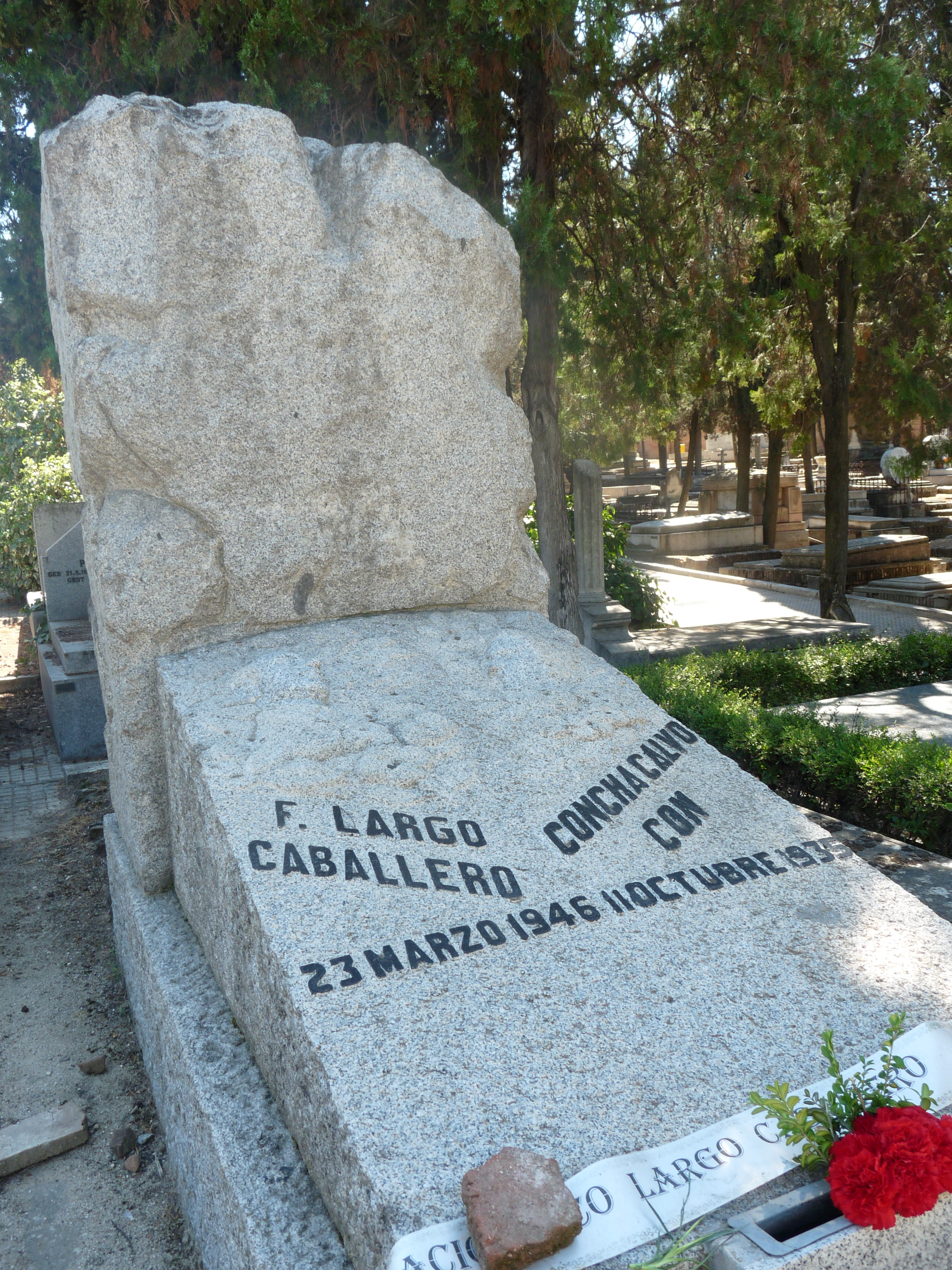
Tombe de Francisco Largo Caballero à Madrid.

En 1939, après la défaite des Républicains, Largo Caballero s'exila en France. En juin 1940, quelques jours avant l'arrivée de la Wehrmacht à Paris, il se réfugia dans le Tarn, où il vécut à Trébas. Puis il dut partir en janvier 1941 pour la Creuse, à Crocq, surveillé par la police française. Le régime franquiste demanda son extradition au régime de Vichy, et il est incarcéré à Aubusson, puis à Limoges.  L'exilé fut défendu par Me Moro-Giafferri, et le tribunal de Limoges refusa de l'extrader en Espagne. Arrêté à Nyons (Drôme) par les Allemands en 1943, il est interrogé par la Gestapo, puis interné au camp de concentration de Sachsenhausen, et il y demeure jusqu'à la libération du camp par l'Armée rouge le 25 avril 1945.
Très fatigué à son retour de déportation, il décide de tenter une nouvelle aventure politique : rétablir la démocratie en Espagne. Aidé par l'ancien officier de la France Libre, le Valencien Amado Granell, il va reprendre contact avec les Républicains en exil pour négocier le retour du prétendant au trône Don Juan de Borbon, en vain.
Il meurt en exil à Paris. Sa dépouille est transférée à Madrid en 1978, et 500 000 personnes assistèrent à la cérémonie de funérailles organisée à cette occasion.

## Œuvres
- (es) Obras completas de Francisco Largo Caballero : 16 volumes, Madrid ; Barcelona, Fundación Francisco Largo Caballero : Instituto Monsa de Ediciones, 2003-2009.
- (es) Mis recuerdos : Cartas a un amigo, Mexico, Ediciones Alianza, 1954, 379 p.